# Dragon Gate
Dragon Gate Japan Pro-Wrestling (яп. ドラゴンゲートジャパンレスリング), часто называемый просто Dragon Gate (яп. ドラゴンゲート) — японский рестлинг-промоушн, ранее известный как Toryumon Japan. Большинство рестлеров Dragon Gate являются выпускниками додзё Dragon Gate или Último Dragón’s Toryumon Gym, и поэтому промоушен основан на стиле полутяжёловесов с различным акцентом на воздушные приёмы, яркие технические захваты и захваты.

## История
4 июля 2004 года Ультимо Дракон вышел из состава Toryumon Gym и захватил право собственности на торговые марки Toryumon. Впоследствии промоушен Toryumon Japan реструктуризировался и сменил название на Dragon Gate. Dragon Gate объявил Симу (последнего обладателя чемпионского титула Último Dragón Gym) первым в истории чемпионом Open the Dream Gate, став, таким образом, первым чемпионом в истории промоушена.
С момента своего основания рестлеры Dragon Gate также выступали на независимой сцене США, включая Ring of Honor, который провел шоу Dragon Gate Invasion 27 августа 2005 года в Буффало, Нью-Йорк. Матч шести человек: Сима, Наруки Дои и Масато Йосино против Дракон Кида, Рё Сайто и Генки Хоригучи на Supercard of Honor — один из немногих североамериканских матчей, которые журналист Дэйв Мельтцер оценил в пять звёзд.
В 2008 году компания Dragon Gate провела первую серию шоу в США. Первое шоу состоялось в Лос-Анджелесе 5 сентября, в нем приняли участие Эль Дженерико, Некро Бутчер и Кендо. Второе шоу прошло на Гавайях 8 сентября.
14 апреля 2009 года на шоу в зал «Коракуэн» в Токио японская промоутерская компания Dragon Gate объявила о своей экспансии в Соединенные Штаты под названием Dragon Gate USA. Также в 2009 году было объявлено о создании еще одного филиала промоушена Dragon Gate UK. Их первое шоу состоялось 1 ноября 2009 года в Оксфорде, Англия.
21 марта 2018 года Dragon Gate объявила о создании Dragon Gate Network, стримингового сервиса, аналогичного WWE Network и New Japan Pro-Wrestling World. Сервис официально запущен 1 апреля 2018 года. 7 мая 2018 года Окамура покинул пост президента. Новым президентом стал Тору Кидо, а Нобухико Осима (рестлер Сима) стал президентом Dragon Gate Inc., международного подразделения со штаб-квартирой в Шанхае, Китай.
В 2019 году промоушен отметил 20-летие. В рамках празднования Ультимо Дракон вернулся в промоушен в июле в качестве старшего советника. После этого промоушен сменил логотип, и Dragon Entertainment стала называться Dragon Gate Inc.
1 февраля 2020 года Dragon Gate объявил о сотрудничестве с американским промоушеном Major League Wrestling (MLW), которое будет включать в себя обмен талантами между двумя промоушенами.